# Catopyla dysorphnaea
Catopyla dysorphnaea är en fjärilsart som beskrevs av Bradley 1968. Catopyla dysorphnaea ingår i släktet Catopyla och familjen mott. Inga underarter finns listade i Catalogue of Life.